# Glypthaga
Glypthaga – rodzaj chrząszczy z rodziny kózkowatych i podrodziny zgrzypikowych.

## Zasięg występowania
Przedstawiciele tego rodzaju występują w Ameryce Południowej, od Gujany Francuskiej oraz Peru na północy po Boliwię na południu.

## Systematyka
Do Glypthaga należy 9 gatunków:
- Glypthaga arena
- Glypthaga lignosa
- Glypthaga monnei
- Glypthaga mucorea
- Glypthaga nearnsi
- Glypthaga paupercula
- Glypthaga unicolor
- Glypthaga vicina
- Glypthaga xylina